# Pennzoil 200 1997
Pennzoil 200 1997 var ett race som var den nionde deltävlingen i Indy Racing League 1996/1997. Racet kördes den 17 augusti på New Hampshire International Speedway. Robbie Buhl tog hem sin första seger i IRL, efter att ha hållit undan för Vincenzo Sospiri med 0,064 sekunder. Mästerskapsledande Tony Stewart tvingades bryta med motorproblem, men utökade trots det mästerskapsledningen, sedan Davey Hamilton tvingats bryta före Stewart gjorde det.

## Slutresultat
| Plats | Förare           | Team                   | Grid |
| ----- | ---------------- | ---------------------- | ---- |
| 1     | Robbie Buhl      | Team Menard            | 7    |
| 2     | Vincenzo Sospiri | Team Scandia           | 9    |
| 3     | Arie Luyendyk    | Treadway Racing        | 8    |
| 4     | Eliseo Salazar   | Team Scandia           | 5    |
| 5     | Kenny Bräck      | Galles Racing          | 3    |
| 6     | Roberto Guerrero | Pagan Racing           | 10   |
| 7     | John Paul Jr.    | PDM Racing             | 11   |
| 8     | Billy Boat       | A.J. Foyt Enterprises  | 16   |
| 9     | Eddie Cheever    | Cheever Racing         | 18   |
| 10    | Robbie Groff     | McCormack Motorsports  | 19   |
| 11    | Mark Dismore     | PDM Racing             | 23   |
| 12    | Buddy Lazier     | Hemelgarn Racing       | 15   |
| 13    | Johnny Unser     | Byrd-Cunningham Racing | 20   |
| 14    | Tony Stewart     | Team Menard            | 14   |
| 15    | Stéphan Grégoire | Chastain Motorsports   | 6    |
| 16    | Scott Goodyear   | Treadway Racing        | 2    |
| 17    | Davey Hamilton   | A.J. Foyt Enterprises  | 12   |
| 18    | Affonso Giaffone | Chitwood Motorsports   | 17   |
| 19    | Jack Miller      | Arizona Motorsports    | 22   |
| 20    | Marco Greco      | Galles Racing          | 1    |
| 21    | Buzz Calkins     | Bradley Motorsports    | 13   |
| 22    | Sam Schmidt      | LP Racing              | 24   |
| 23    | Jimmy Kite       | Team Scandia           | 4    |
| 24    | Jim Guthrie      | Blueprint Racing       | 21   |